# Andrena christineae
Andrena christineae là một loài Hymenoptera trong họ Andrenidae. Loài này được Dubitzky mô tả khoa học năm 2006.